# Synagoge (Lüneburg)

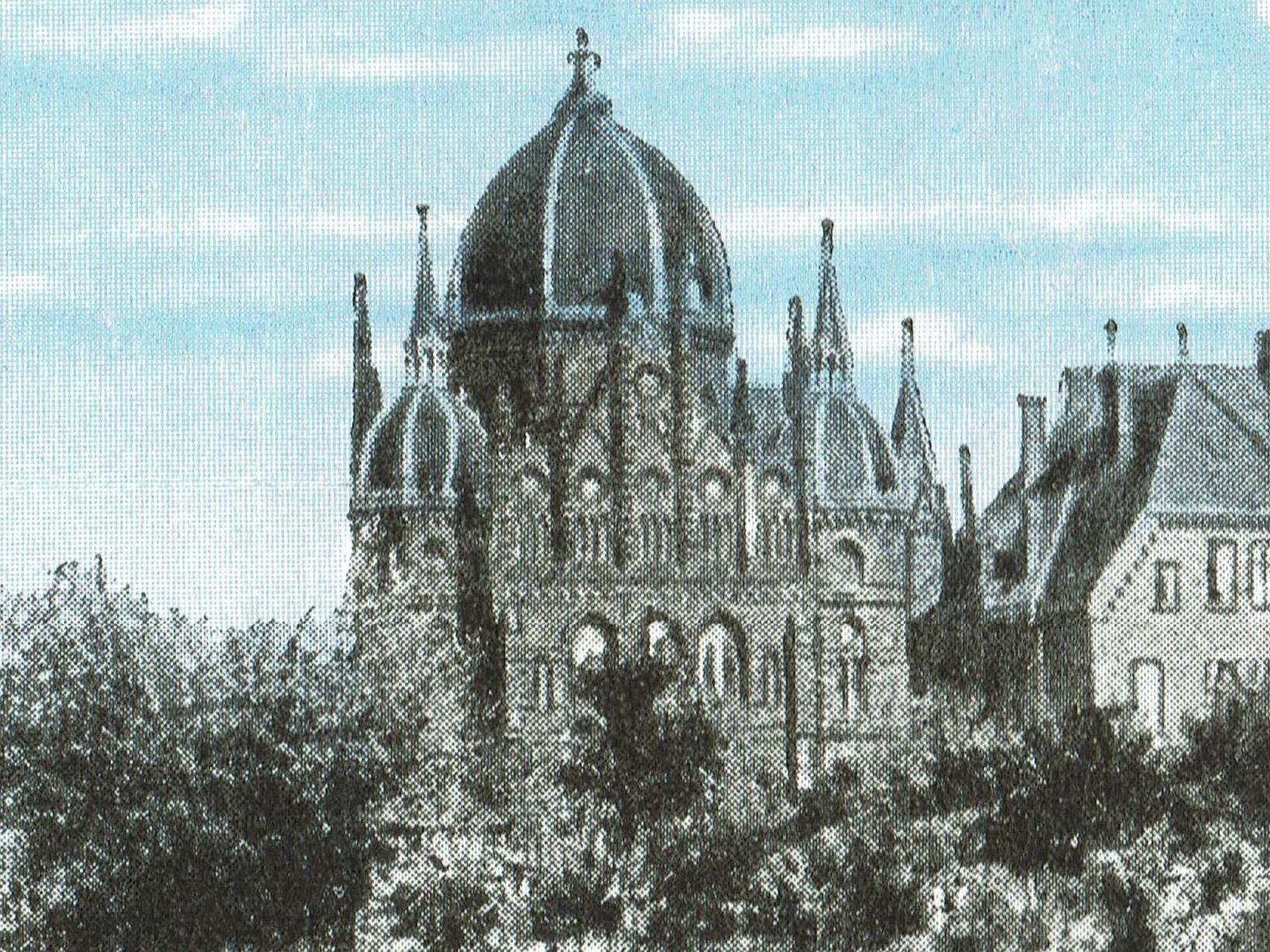
Abbildung der Lüneburger Synagoge.

Die Synagoge in Lüneburg war das religiöse Zentrum der ortsansässigen jüdischen Gemeinde. Der Grundstein wurde 1892 an der Straße Am Schifferwall gelegt, 1894 wurde die Synagoge eingeweiht. Die Gemeinde musste das Gebäude 1938 zwangsweise verkaufen und abreißen lassen.

## Geschichte

### Judentum in Lüneburg
Erstmalig nachgewiesen ist jüdisches Leben in der Stadt Lüneburg durch Dokumente, die im 13. Jahrhundert eine „Yodenstraße“ (heute: Auf der Altstadt) in der Altstadt erwähnen. Dort soll sich ein Lehrhaus befunden haben, das einen Betsaal und eine Mikwe beinhaltete. Als 1350 die Pest in Lüneburg ausbrach wurden die Juden als dafür verantwortlich betrachtet und in der Folge durch die Bevölkerung massakriert oder vertrieben. Danach kamen Juden nur noch als Händler auf der Durchreise nach Lüneburg.
Erst 1680 siedelte sich unter einem herzöglichen Schutzbrief mit Jacob Behrens wieder langfristig ein Jude in Lüneburg an. In der Folge entstand langsam eine kleine jüdische Gemeinde, die ihre Gottesdienste jedoch ausschließlich in privaten Räumlichkeiten abhielt. Bis 1850 wuchs die Gemeinde auf 13 Familien an und umfasste 1871 insgesamt 127 Mitglieder. 1823 wurde ein Jüdischer Friedhof eingerichtet.

### Grundsteinlegung und Einweihung der Synagoge
Auf Bestreben des Bankiers Marcus Heinemann wurde der Jüdischen Gemeinde 1875 die Genehmigung erteilt einen Saal des jüdischen Kaufmanns Homann in der Koltmannstraße 11 als Synagoge zu nutzen (der so genannte „Homannsche Saal“). Dennoch bestand im Nachhinein der Wunsch der Gemeinde nach einem größeren Gebetshaus. Zusammen mit fünf weiteren jüdischen Familien brachte die Familie Heinemann mehr als 30.000 Mark auf, um eine Synagoge zu errichten. Der Stadtbaumeister Richard Kampf übernahm Planung und Durchführung des Baus.

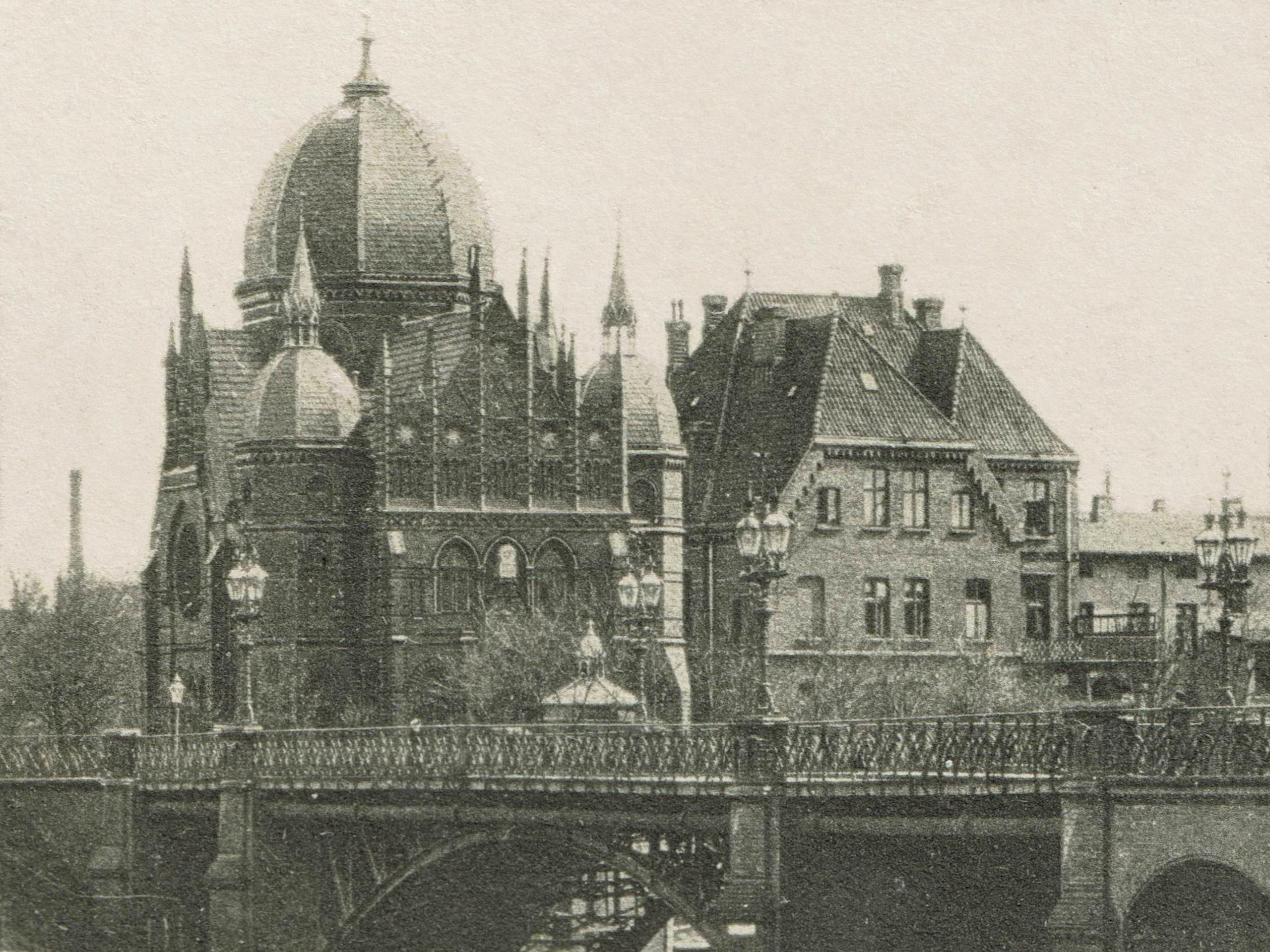
Links im Bild die Synagoge (1909)

Am 1. Dezember 1892 erfolgte die Grundsteinlegung für das Gebetshaus unter Anwesenheit des Oberbürgermeisters Otto Lauenstein. Die Arbeiten konnten 1894 abgeschlossen werden. Am 6. Juni 1894 wurde die Synagoge durch einen feierlichen Gottesdienst eingeweiht. Anwesend waren unter anderem der Landesrabbiner Selig Gronemann, der Oberbürgermeister Georg Keferstein sowie verschiedene christliche Kirchenvertreter und politische Amtsträger. Als Symbol für den Schutz der Synagoge durch die Lüneburger Bürgerschaft erhielt Keferstein vom Gemeindevorsteher den Schlüssel zur Synagoge. Das erste Gebet innerhalb der Synagoge wurde dem deutschen Kaiser und der königlichen Familie gewidmet.

### Nazideutschland und Zwangsverkauf
Nach der Machtergreifung durch die NSDAP wurde immenser Verfolgungsdruck gegenüber den Juden in Deutschland aufgebaut. Ein großer Teil der Lüneburger Juden verließ in den folgenden Jahren die Stadt. Die Geheime Staatspolizei verzeichnete 1937 noch 39 Juden in Lüneburg. Verschiedene Maßnahmen der Nazis (unter anderem die Aberkennung des Status als religiöse Gemeinschaft und der Verlust des Status als Körperschaft des öffentlichen Rechts) führten zu erhöhten Steuerabgaben. In Verbindung mit dem Mitgliederschwund wurde es für die Lüneburger Gemeinde zunehmend schwieriger den Unterhalt für das Gebetshaus aufzubringen. Die Gemeinde sah sich letztlich gezwungen das Gebäude zu veräußern.
Im Sommer 1938 teilten die beiden Gemeindevorsteher der Stadtverwaltung die Verkaufsabsichten mit. Die Verwaltung erklärte, dass es deutschen Volksgenossen nicht zuzumuten sei, ein jüdisches Gebäude zu kaufen, stellte jedoch in Aussicht, dass die Stadt das Grundstück kaufen würde. Es wurde zur Bedingung gemacht, dass die Jüdische Gemeinde zuvor den Abriss des Gebäudes auf eigene Kosten zu organisieren hat. Zu einem Preis von 1.500 Mark gaben die Gemeindevorsteher daher den Abriss in Auftrag. Die Stadtverwaltung nahm ihr Kaufinteresse jedoch wieder zurück und stellte eine weitere Interessentin in den Raum, die Industrie- und Handelskammer (IHK).
Das Grundstück wurde für 20.000 Mark angeboten (ein Angebot weit unter Marktwert). Stadt und IHK konnten den Preis jedoch weiter drücken, so dass die Gemeindevorsteher lediglich 17.000 Mark forderten. Das Angebot wurde am 22. Oktober 1938 vor einem Notar durch die IHK angenommen. Der Kaufpreis wurde jedoch im Nachhinein im April 1939 auf den Einheitswert aus dem Jahr 1914 in Höhe von 15.100 Mark festgesetzt. Das Geld wurde auf ein Sperrkonto eingezahlt und der größte Teil der Summe durch das Deutsche Reich beschlagnahmt.
Der letzte Gottesdienst in der Synagoge fand am 23. Oktober 1938 als Abschiedszeremonie statt.

„Die Gemeinde Lüneburg ... ist heute auf fünf Familien zusammengeschmolzen, von denen in allernächster Zeit noch zwei auswandern, so daß nicht nur auf absehbare Zeit kein Gottesdienst mehr möglich ist, sondern auch die mit dem Bau zusammenhängenden Lasten nicht mehr getragen werden können. Schweren Herzens hat man sich entschlossen, die erst 44 Jahre alte Synagoge ... zum Abbruch zu verkaufen“

### Reichspogromnacht und Abriss
In der Nacht vom 09. auf den 10. November 1938 kam es im Rahmen der Reichspogromnacht im gesamten deutschen Reich zu Ausschreitungen gegen Juden und ihren Besitz. Die zwei verbliebenen von Juden geführten Lüneburger Geschäfte (ein Kaufhaus und ein Schuhgeschäft) wurden in dieser Nacht verwüstet. Augenzeugenberichte ergeben kein klares Bild davon was in dieser Nacht an der Synagoge geschah. Es liegen Berichte vor, dass Fenster eingeworfen und Fensterrahmen in Brand gesteckt worden sind. Zudem seien Brandmaterialien (Stroh, Papier, Holz) in die Synagoge getragen worden. Die Brandstifter sahen jedoch vom Niederbrennen der Synagoge ab, als sie darauf hingewiesen wurden, dass sich das Gebäude nicht mehr in jüdischem Besitz befand.
Im Oktober 1938 war im Inneren der Synagoge bereits vor der Reichspogromnacht mit dem Abriss begonnen worden, die Gebäudehülle wurde in den folgenden Wochen niedergerissen. Nach dem Abriss des Gebäudes lag das Grundstück einige Zeit brach, bis schließlich ein Kinderspielplatz eingerichtet wurde, der bis mindestens 1947 bestehen blieb. Diese Umnutzung des Grundstücks wurde als Nazi-Propaganda verwendet:

„Früher Freitempel für jüdische Ausbeuter, heute Tummel- und Sonnenplatz für frohe, gesunde Kinder! Wo könnte sich der große Wandel in deutschen Landen eindrucksvoller zeigen, als hier?“

### Nachkriegszeit
Nach Ende des Krieges fanden etwa 600 Überlebende des Konzentrationslagers Bergen-Belsen Zuflucht in Lüneburg. Sie begründeten eine jüdische Gemeinde und einen jüdischen Club mit einem Café in der Großen Bäckerstraße 18. Diese Gemeinde hatte Anfang der 1950er Jahre nur noch etwa 40 Mitglieder und löste sich 1959 vollständig auf.

## Bauwerk
Das Bauwerk war als Backsteinbau mit einer Haupt- und zwei Nebenkuppeln ausgeführt. Über der an der Ostwand gelegenen Thoranische war eine symbolische Gebotstafel angebracht. An der Westwand befand sich der Eingang, über dem die Galerie als Sitzbereich für die Frauen verlief. Insgesamt besaß die Synagoge 200 Plätze, obwohl die Gemeinde zu dieser Zeit nur aus rund 100 Mitgliedern bestand.

## Gedenkstätte

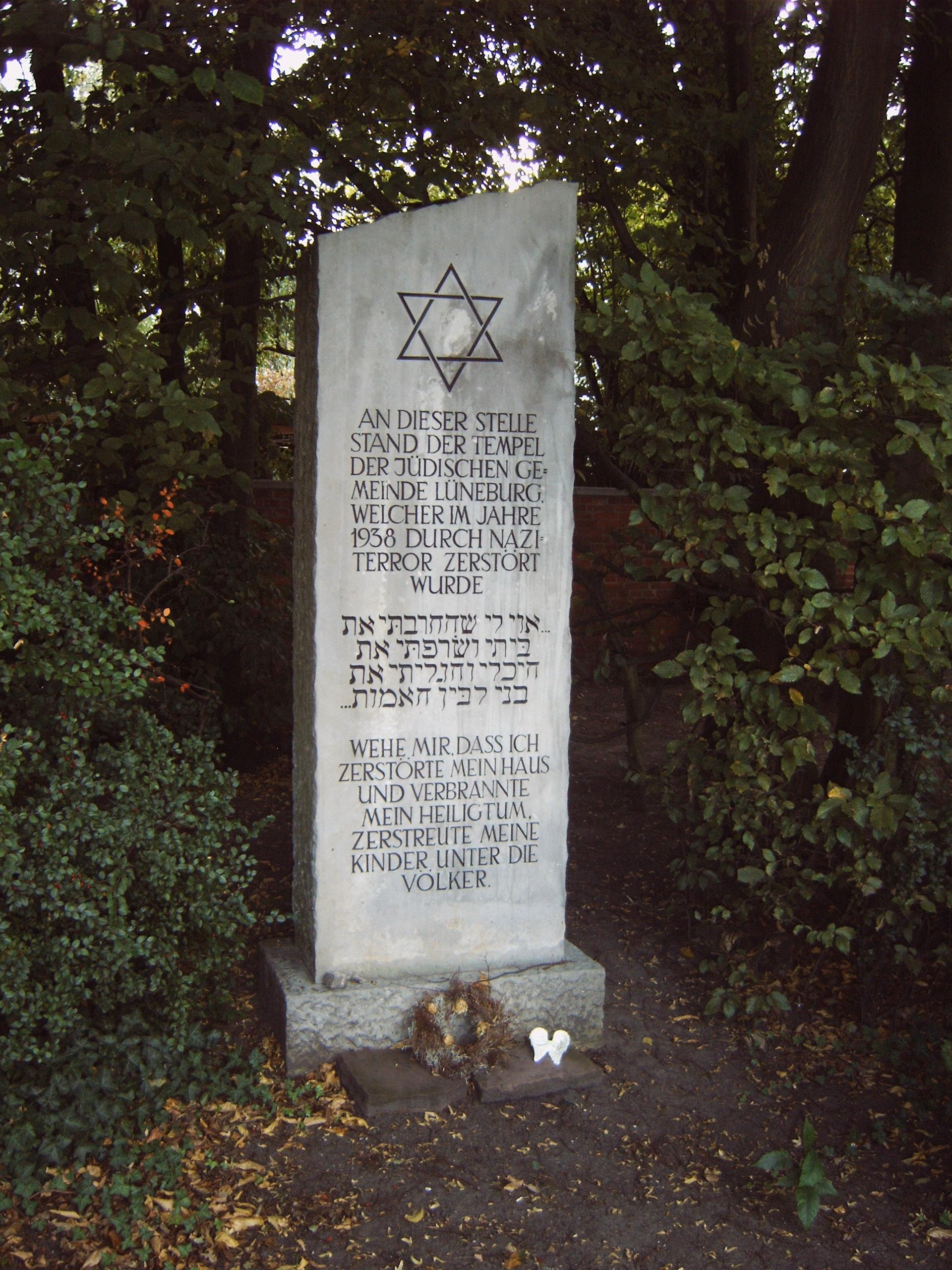
Der Gedenkstein am zweiten Standort

Im Jahre 1950 wurde durch die neu entstandene jüdische Gemeinde ein Gedenkstein auf dem früheren Grundstück der Synagoge errichtet. Um Platz für Baumaßnahmen zu schaffen, wurde dieser Stein sechs Jahre später an den Rand des ursprünglichen Grundstücks versetzt.
80 Jahre nach dem Zwangsverkauf wurde nach Plänen des Architekten Carl-Peter v. Mansberg eine größere Gedenkstätte eingerichtet und im November 2018 eingeweiht.